# István Lévai (zápasník)
István Lévai (* 21. prosince 1990 Ostřihom, Maďarsko) je původem maďarský zápasník – klasik, který od roku 2011 reprezentuje Slovensko.

## Sportovní kariéra
Zápasení se věnoval od útlého dětství v rodném Dorogu nedaleko Ostřihomu. Pochází z rozvětvené zápasnické rodiny. V mladém věku přišel o matku a vyrůstal s otcem a 4 bratry. Připravoval se pod vedením svého strýce Zoltána a Ference Bacsiho. Specializoval se na v Maďarsku tradiční zápas řecko-římský.
V roce 2009 s ním maďarští reprezentační trenéři nepočítali v novém olympijské cyklu, proto s bratrem Attilou nabídli své služby prezidentu klubu Spartacus Károly Kúrovi v nedalekém Komárně na Slovensku s početnou maďarskou komunitou. Jeho osobním trenérem se stal Karol Lengyel. Slovenské občanství obdržel v roce 2011.
V březnu 2012 šokoval zápasnický svět titulem mistra Evropy v srbském Bělehradu ve váze do 60 kg. Turnaj mistrovství Evropy však nebyl kvalifikačním turnajem na olympijské hry v Londýně. Trenér Lengyel mu vypracoval startovní kalendář, ve kterém zohlednil jeho psychickou pohodu. Do kategorie do 60 kg shazoval až 10 kg a aby toto martyrium nemusel podstupovat dvakrát v delším časovém úseku vynechal první kvalifikační turnaj evropské kvalifikace v bulharské Sofii. Na světové olympijské kvalifikaci v Helsinkách a v čínském Tchaj-jüanu však vypadl v prvních kolech s nevýraznými soupeři a na olympijské hry v Londýně se nekvalifikoval.
Od roku 2014 přestoupil do vyšší váhy do 66 kg. V olympijském roce 2016 měl na konci února pozitivní dopingový nález na nově zakázanou látku meldonium a látku z kategorie těžkého dopingu EPO. Od 16. května 2016 má pozastavenou sportovní činnost na 4 roky.

### Výsledky v zápasu řecko-římském
| Olympijské hry     |     | — |   |   |     | —  |     |     |     |  |  |  |  |  |  |  |  |  |
| Mistrovství světa  | —   | — | — | — | úč. |    | úč. | úč. | úč. |  |  |  |  |  |  |  |  |  |
| Evropské hry       |     |   |   |   |     |    |     |     | 3.  |  |  |  |  |  |  |  |  |  |
| Mistrovství Evropy | —   | — | — | — | —   | 1. | 3.  | 3.  | 3.  |  |  |  |  |  |  |  |  |  |
| ME juniorů         | úč. | — | — | — |     |    |     |     |     |  |  |  |  |  |  |  |  |  |
| ME dorostenců      | úč. |   |   |   |     |    |     |     |     |  |  |  |  |  |  |  |  |  |

### Olympijské hry a mistrovství světa
| Olympijské hry a mistrovství světa                | Olympijské hry a mistrovství světa                | Olympijské hry a mistrovství světa                | Olympijské hry a mistrovství světa                | Olympijské hry a mistrovství světa                | Olympijské hry a mistrovství světa                | Olympijské hry a mistrovství světa                | Olympijské hry a mistrovství světa                | Olympijské hry a mistrovství světa                | Olympijské hry a mistrovství světa                | Olympijské hry a mistrovství světa                |
| Kolo                                              | Výsledek                                          | Bilance                                           | Soupeř                                            | Výsledek                                          | KB                                                | ∑KB                                               | Styl                                              | Datum                                             | Turnaj                                            | Místo                                             |
| 2015 Mistrovství světa do 66 kg v klasickém stylu | 2015 Mistrovství světa do 66 kg v klasickém stylu | 2015 Mistrovství světa do 66 kg v klasickém stylu | 2015 Mistrovství světa do 66 kg v klasickém stylu | 2015 Mistrovství světa do 66 kg v klasickém stylu | 2015 Mistrovství světa do 66 kg v klasickém stylu | 2015 Mistrovství světa do 66 kg v klasickém stylu | 2015 Mistrovství světa do 66 kg v klasickém stylu | 2015 Mistrovství světa do 66 kg v klasickém stylu | 2015 Mistrovství světa do 66 kg v klasickém stylu | 2015 Mistrovství světa do 66 kg v klasickém stylu |
| ------------------------------------------------- | ------------------------------------------------- | ------------------------------------------------- | ------------------------------------------------- | ------------------------------------------------- | ------------------------------------------------- | ------------------------------------------------- | ------------------------------------------------- | ------------------------------------------------- | ------------------------------------------------- | ------------------------------------------------- |
| 1/16                                              | prohra                                            | 3-4                                               | Šmagi Bolkvadze (GEO)                             | tech. body (0:6)                                  | 0                                                 | 6                                                 | Zápas řecko-římský                                | 7. září 2015                                      | Mistrovství světa                                 | Las Vegas, Spojené státy                          |
| 1/32                                              | vítězství                                         | 3-3                                               | Denys Demjankov (UKR)                             | tech. body (13:9)                                 | 3                                                 | 6                                                 | Zápas řecko-římský                                | 7. září 2015                                      | Mistrovství světa                                 | Las Vegas, Spojené státy                          |
| 1/64                                              | vítězství                                         | 2-3                                               | Mehdí Zeídvand (IRI)                              | tech. body (4:0)                                  | 3                                                 | 3                                                 | Zápas řecko-římský                                | 7. září 2015                                      | Mistrovství světa                                 | Las Vegas, Spojené státy                          |
| 2014 Mistrovství světa do 66 kg v klasickém stylu |                                                   |                                                   |                                                   |                                                   |                                                   |                                                   |                                                   |                                                   |                                                   |                                                   |
| 1/16                                              | prohra                                            | 1-3                                               | Edgaras Venckaitis (LTU)                          | tech. body (5:6)                                  | 1                                                 | 4                                                 | Zápas řecko-římský                                | 13. září 2014                                     | Mistrovství světa                                 | Taškent, Uzbekistán                               |
| 1/32                                              | vítězství                                         | 1-2                                               | Georgian Carpen (ROU)                             | tech. body (5:4)                                  | 3                                                 | 3                                                 | Zápas řecko-římský                                | 13. září 2014                                     | Mistrovství světa                                 | Taškent, Uzbekistán                               |
| 2013 Mistrovství světa do 66 kg v klasickém stylu |                                                   |                                                   |                                                   |                                                   |                                                   |                                                   |                                                   |                                                   |                                                   |                                                   |
| 1/32                                              | prohra                                            | 0-2                                               | Tarik Belmadani (FRA)                             | tech. body (1:8)                                  | 1                                                 | 1                                                 | Zápas řecko-římský                                | 21. září 2013                                     | Mistrovství světa                                 | Budapešť, Maďarsko                                |
| 2011 Mistrovství světa do 60 kg v klasickém stylu |                                                   |                                                   |                                                   |                                                   |                                                   |                                                   |                                                   |                                                   |                                                   |                                                   |
| 1/32                                              | prohra                                            | 0-1                                               | Ruslan Tümönbajev (KGZ)                           | 0-2 (2:6, 0:1)                                    | 1                                                 | 1                                                 | Zápas řecko-římský                                | 13. září 2011                                     | Mistrovství světa                                 | Istanbul, Turecko                                 |